# Harpactea golovatchi
Harpactea golovatchi är en spindelart som beskrevs av Peter Mikhailovitch Dunin 1989. Harpactea golovatchi ingår i släktet Harpactea och familjen ringögonspindlar.
Artens utbredningsområde är Armenien. Inga underarter finns listade i Catalogue of Life.